# 앙그라 마이뉴
앙그라 마이뉴(Angra Mainiu) 또는 아흐리만(Ahriman)은 조로아스터교의 최고신인 아후라 마즈다 및 선신 스펜타 마이뉴와 대립하는 조로아스터교의 악신이다.

## 같이 보기
- 악신론
- 하데스
- 에레쉬키갈
- 사탄